# Attaque à la bombe du magasin Harrods
L'attaque à la bombe du magasin Harrods fait généralement référence à l'explosion d'une voiture piégée devant le grand magasin Harrods, dans le centre de Londres, le samedi 17 décembre 1983. Des membres de l'Armée républicaine irlandaise provisoire y placent une bombe à retardement et envoient un avertissement 37 minutes avant l'explosion, mais la zone n'a pas été évacuée à temps. L'explosion tue trois policiers et trois civils, blesse 90 personnes et cause de lourds dégâts. Le Conseil de l'armée de l'IRA affirme qu'il n'a pas donné son aval pour cette attaque et exprime ses regrets pour les pertes civiles. L'IRA bombardait des cibles commerciales en Angleterre depuis le début des années 1970, dans le cadre de sa « guerre économique ». L'objectif était de saper l'équilibre économique, ce qui aurait provoqué une pression sur le gouvernement britannique afin de le persuader de se retirer de l'Irlande du Nord.